# المجلس الانتقالي اليمني
المجلس الانتقالي اليمني هو مجلس رئاسي شكل يوم 16 يوليو 2011 في اليمن من قبل بعض الفصائل في ثورة الشباب اليمنية لإسقاط نظام علي عبد الله صالح، ولكن لم يكن هذا المجلس سوى نبأ تداول اعلامياً ولم يكن له دور في أحداث ثورة الشباب اليمنية أو ما حدث في اليمن بعد ذلك.
وقد شكل بعد ذلك ما سمي بالمجلس الوطني لقوى الثورة السلمية والذي كان أحد الأطراف الموقعة على المبادرة الخليجية التي رسمت وحددت مسار تسليم السلطة وما بعد ثورة الشباب اليمنية.

## بيان التأسيس
نص بيان تاسيس المجلس:
| المجلس الانتقالي اليمني | انطلاقا من استشعار شباب الثورة الشعبية لمسؤوليتهم الوطنية والتاريخية في هذه المرحلة الهامة من حياة شعبنا العظيم والمناضل، وترجمةً لالتزامهم بخوض تحدي تكوين مؤسسات الثورة، والإعلان عنها لتتولى مهام إدارة الفترة الانتقالية، وبناء الدولة المدنية الحديثة التي ناضل لأجلها أبناء شعبنا العظيم وقدم لها أزكى دماء شبابها شمالاً وجنوباً، شرقاً وغرباً، فأن "اللجنة التحضيرية" لمجلس شباب الثورة قد خاضت حوارات ومشاورات مع كافة القوى الوطنية في الداخل والخارج سياسية واجتماعية واقتصادية وقبلية منذ اعلان بيانها الأول وحتى يومنا هذا، وقد أثمرت تلك الحوارات والمشاورات على التأكيد أن الثورة الشبابية الشعبية قد حققت هدفها الأول والمتمثل في إسقاط نظام علي عبد الله صالح بشكل كامل ونهائي، وعلى الرفض الكامل لأي حوار أو تفاوض مع بقايا نظام صالح، ورفض الوصاية على إرادة شعبنا العظيم، ولتمسكه بالمشروعية الثورية وضرورة بناء مؤسسات الثورة من مجلس رئاسي مؤقت ومجلس وطني انتقالي وحكومة تكنوقراط ومجلس دفاع وطني ومجلس أعلى للقضاء"". واهداف المجلس كما اعلنت اللجنة التحضيرية لمجلس شباب الثورة: 1. إسقاط نظام علي عبد الله صالح بشكل كامل ونهائي 2. تكوين مجلس رئاسي انتقالي مؤقت من سبعة عشر عضواً هم: 1. حيدر أبو بكر العطاس 2. حورية مشهور 3. عبد الله سلام الحكيمي 4. جمال محمد المترب 5. سعد الدين بن طالب 6. صادق علي سرحان 7. صخر أحمد الوجية 8. عبد الله حسن الناخبي 9. علي ناصر محمد 10. علي حسين عشال 11. عيدروس النقيب 12. محسن محمد بن فريد 13. محمد سالم باسندوة 14. محمد سعيد السعدي 15. محمد عبد الملك المتوكل 16. محمد علي أبو لحوم 17. يحيى منصور أبو أصبع 3. يتولى المجلس مهام حكم البلاد لفترة انتقالية لا تتجاوز تسعة أشهر تبدأ من تاريخ أول انعقاد، وينفذ فيها أهداف ومطالب الثورة الشبابية الشعبية، ويقوم المجلس الرئاسي المؤقت بتكليف شخص من بين أعضائه بتشكيل حكومة تكنوقراط 4. يُكلف اللواء عبد الله علي عليوه بالقيام بمهام القائد العام للقوات المسلحة والأمن، ويتولى رئاسة مجلس الدفاع الوطني المناط به حماية البلاد، وتوحيد المؤسستين العسكرية والأمنية وإعادة بنائهما على أسس وطنية حديثة. 5. يُكلف القاضي فهيم عبد الله محسن بالقيام بمهام رئيس مجلس القضاء الأعلى، ويتولى إعادة بناء السلطة القضائية على أسس وطنية بما يكفل استقلاليتها وحياديتها. 6. تشكل اللجنة التحضيرية مجلساً وطنياً انتقالياً يتولى المهام التشريعية والرقابية، ووضع دستور جديد للبلاد وفقاً لما ستسفر عنه نتائج الحوار الوطني، كما يتولى إدارة حوار وطني يتمخض عنه حلاً عادلاً ومنصفاً للقضية الجنوبية وقضية صعدة - ويتكون المجلس من 501 عضو سوف يتم الإعلان عنهم فيما بعد | المجلس الانتقالي اليمني |